# Declaraciones del EZLN
El grupo armado mexicano Ejército Zapatista de Liberación Nacional (EZLN), de orientación izquierda autonomista, anticapitalista, antiglobalización y 

antineoliberal, dan a conocer su palabra y planteamientos políticos a través de declaraciones.
La teoría y la praxis zapatistas lo colocan a la par de otros movimientos de la llamada posguerra fría, tales como el sin tierra brasileño, el piquetero argentino, el cocalero boliviano, el okupa europeo, o el antiglobalización de sectores de las sociedades urbanas; ligados a un discurso y un quehacer etiquetado como contracultural que algunos autores identifican con una supuesta Generación Z de movimientos de izquierda y anticapitalistas que no buscan, a diferencia de otros movimientos, la toma del poder estatal.
Su lucha, a la que se puede dar un seguimiento de la mano de sus seis declaraciones políticas, se puede expresar con tres planteamientos mínimos que van de lo local a lo global:
1. La defensa de derechos colectivos e individuales negados históricamente a los pueblos indígenas mexicanos.
2. La construcción de un nuevo modelo de nación que incluya a la democracia, la libertad y la justicia como principios fundamentales de una nueva forma de hacer política.
3. El tejido de una red de resistencias y rebeldías altermundistas en nombre de la humanidad y contra el neoliberalismo.

## Primera Declaración de la Selva Lacandona (1994)
Véase también: Texto íntegro de la Primera Declaración de la Selva Lacandona
En diciembre de 1993 el EZLN, alegando el Artículo 39.º de la Constitución Política de México, planteó el derrocamiento del entonces presidente, Carlos Salinas de Gortari, bajo la acusación de que en las elecciones de 1988 "había usurpado el puesto de primer mandatario tras un fraude electoral de enormes proporciones". Con ese mismo supuesto, declaraba la guerra al Ejército federal llamando a los poderes Legislativo y Judicial «a restaurar la legalidad y la estabilidad de la Nación deponiendo al dictador».
El EZLN consideraba que el sexenio salinista tenía como punto de partida un proceso electoral plagado de irregularidades que iban desde un padrón con ciudadanos que inclusive ya habían fallecido y aun así aparecía que habían votado, hasta un sistema de cómputo de los resultados que cuando iba arrojando cifras a favor del contrincante, el ex priista Cuauhtémoc Cárdenas Solórzano, se "vino abajo"; pasando por la quema de la paquetería electoral cuando la sociedad y los partidos políticos de oposición demandaban la revisión de esta para esclarecer y dar certeza a la elección. Sin embargo, precisamente porque se quemaron las boletas de la elección, la teoría del fraude quedó como una idea que predominó en buena parte de la población mexicana sin que se hubiera demostrado. Más aún, para 1994 el gobierno de Salinas de Gortari gozaba de tan buena reputación, lo mismo en México que en el extranjero, que llegó a postularse para presidir la Organización Mundial del Comercio (OMC) y se manejaba en algunos círculos de la política nacional la posibilidad de reformar la Constitución para permitir su reelección.
En las primeras horas del 1 de enero el EZLN inició sus ataques militares ocupando San Cristóbal de las Casas y de otras siete cabeceras municipales. En los sucesivos días continuarían atacando a las fuerzas gubernamentales y ocupando diferentes poblaciones. Para el 4 de enero el ejército ya tenía el control total de Ocosingo y las demás cabeceras municipales que el EZLN había tomado. Durante los siguientes ocho días la capacidad de ataque del EZLN era casi nula. Los informes castrenses confirmaban la derrota del EZLN a manos del Ejército federal y su fracaso respecto a la Primera Declaración de la Selva Lacandona en cuanto a "marchar hasta la Ciudad de México", ya que militarmente los rebeldes no tuvieron oportunidad de ir más allá de los municipios inicialmente tomados.
Las acciones se desplazaron a sociedad civil y los grupos con posiciones ideológicas más identificadas a la izquierda del espectro político salieron a las calles demandando el cese de las hostilidades y el comienzo de un proceso de diálogo para alcanzar la paz. A ello, el Gobierno, que mantenía una constante presión militar sobre los rebeldes, respondería con el ofrecimiento de una amnistía si éstos deponían las armas. El EZLN, por su parte, aceptaría sentarse a una mesa de diálogo con el Gobierno, aunque sin dejar las armas.

## Segunda Declaración de la Selva Lacandona (1994)
Véase también: Texto íntegro de la Segunda Declaración de la Selva Lacandona
Para mediados de 1994 la sensación de que se estaba en medio de una guerra en Chiapas, donde el Ejército federal tenía apostados según los cálculos más conservadores 12 mil efectivos y centenares de retenes y bases de operaciones militares, se había ido diluyendo en la opinión pública al grado de que de un momento a otro se esperaba la firma de la paz. El gobierno fue recuperando parte del control político de la situación a pesar de las acusaciones de estar militarizando la llamada "zona de conflicto" y de extender la presencia castrense a lo largo y ancho del territorio nacional, de modo que no se veía ningún obstáculo serio para la realización de las elecciones federales de ese año. El EZLN, por su parte, había hecho de los Diálogos de Catedral el escenario de una de sus acciones propagandísticas más importantes hasta ese momento.
Pero la crisis política terminó por hacerse manifiesta y daría paso a un episodio que vendría a trastocar todo aquello: la tarde del 23 de marzo, el candidato priista a la presidencia de la República, el exsecretario de Desarrollo Social durante el sexenio salinista, Luis Donaldo Colosio Murrieta, sería asesinado en Lomas Taurinas, una colonia de la ciudad de Tijuana, al norte de México por Mario Aburto Martínez, de 23 años de edad, originario de Michoacán y radicado hacía ocho años en Tijuana. Las circunstancias del asesinato dieron lugar a sospechas de la complicidad de algunos altos mandos políticos y militares e incluso de la misma oficina presidencial. Así, distintas versiones señalan la existencia de una conspiración de Estado (que apunta a Carlos Salinas de Gortari como su autor intelectual), sin embargo, la versión oficial señala únicamente la participación de Mario Aburto en el homicidio.
En respuesta, el EZLN se retiraría del diálogo en San Cristóbal y tras emitir una alerta roja en el territorio de su influencia, convocaría mediante su Segunda Declaración de la Selva Lacandona a la realización de una Convención Nacional Democrática (CND), “nacional, soberana y revolucionaria”, cuya apuesta a mediano plazo sería la "instauración de un gobierno de transición" y la conformación de un "nuevo Constituyente" que a su vez redactaría una "nueva Carta Magna".
Los mensajes, ensayos, cartas y comunicados zapatistas darían cuenta de argumentaciones políticas, demográficas, culturales, filosóficas, económicas, que entretejían los elementos fundamentales de su pensamiento. Aparecerían frases como “mandar obedeciendo” o “un mundo donde quepan muchos mundos”, que irían mostrando lo que los zapatistas entienden por democracia e internacionalismo; desvelando lo que de complejo tienen fenómenos como la guerra de baja intensidad y la militarización; el neoliberalismo y la globalización; los derechos colectivos de los pueblos indígenas y particulares de las mujeres; la autonomía y la resistencia, o la dignidad y la rebeldía.
Sin embargo, la CND se vería desmovilizada luego de las elecciones federales de 1994 y del triunfo de Ernesto Zedillo Ponce De León, quien siendo coordinador de campaña de Colosio, tras la muerte de éste, se convertiría en el candidato priista a la presidencia de la República.

## Tercera Declaración de la Selva Lacandona (1995)
Véase también: Texto íntegro de la Tercera Declaración de la Selva Lacandona
Con Zedillo, el zapatismo enfrentaría una ofensiva político-militar mucho más determinante que con Salinas. El resultado electoral había otorgado la gubernatura de Chiapas en manos del priista Eduardo Robledo Rincón. Sin embargo, este triunfo era cuestionado por la Alianza Cívica Nacional y Chiapaneca, que argumentaba que un conjunto de irregularidades, como cartografía amañada, aprobación de distritos y casillas atravesando montañas y cañadas en vez de secciones electorales siguiendo la geografía natural para impedir que miles de campesinos e indígenas pudieran votar, recolección de credenciales de elector por parte del Ejército federal; presencia de caciques en las urnas, coacción del voto a través de formas clientelares diversas, amenazas directas y de desaparición o cambio de actas, etcétera, sí afectó los resultados de la elección, modificando la correlación de fuerzas a favor del candidato priista local.
Sus reclamas no fueron atendidas y en respuesta, diversas organizaciones chiapanecas trazaron un plan de resistencia civil que incluyó, en diciembre de ese 1994, la toma de posesión de Amado Avendaño Figueroa, director del periódico local El Tiempo y candidato perredista a la gubernatura, como “gobernador en rebeldía”; ello incluyó la entrega del bastón de mando por parte de los pueblos indígenas del estado, los cuales habían decretado su autonomía desde octubre.
El EZLN emitió su Tercera Declaración de la Selva Lacandona, en la cual, luego de citar un manifiesto de Benito Juárez, reivindicaba que su lucha era nacional y no local, pues “la cuestión indígena no tendrá solución si no hay una transformación radical del pacto nacional”, y hacía un llamado a todas las fuerzas sociales y políticas del país a la formación de un Movimiento para la Liberación Nacional. En teoría, este movimiento lucharía “por la instauración de un gobierno de transición, un nuevo constituyente, una nueva carta magna y la destrucción del sistema de partido de Estado”; y, para ello, invitaban a la CND y a Cuauhtémoc Cárdenas Solórzano, candidato presidencial en 1988 por parte del Frente Democrático Nacional (FDN), a encabezar lo que esperaban se convirtiera en un gran frente opositor; lo que nunca ocurrió.
El Presidente Ernesto Zedillo por su parte, sostenía un discurso en el que otorgaba la mayor importancia al objetivo de alcanzar una paz con justicia y dignidad mediante el diálogo verdadero, y mientras el EZLN esperaba el reinicio de las pláticas de paz, Zedillo, como Comandante Supremo de las Fuerzas Armadas, ordenaba el cese de la tregua que se había mantenido desde enero de 1994 y en febrero de 1995 resolvió el aumento de presencia militar en Chiapas, con una estancia inicial de 50 mil soldados. En tan solo 15 días, más de 20 mil personas huyeron desplazadas de sus comunidades hacia la selva por temor a una nueva confrontación armada, mientras el Ejército se acuartelaba en el territorio abandonado. De esta forma, el Gobierno federal parecía estar siguiendo el esquema israelí de combate[cita requerida] a la insurgencia: “con una mano o una estrategia, se buscaban negociaciones políticas con el EZLN por parte de la Secretaría de Gobernación, mientras con la otra la Procuraduría General de la República dictaba órdenes de aprehensión en contra de quienes supuestamente conformaban su dirigencia para dar cobertura judicial a una acción fundamentalmente político-militar en que en opinión Rafael Reygadas Robles Gil, el Ejército fue utilizado contraviniendo la Constitución”.
Aun así, la persecución y el arresto de parte de la supuesta dirigencia zapatista llamó a la sociedad civil a volcarse de nuevo a las calles como protesta ante lo que consideraban una nueva escalada represiva. El resultado inmediato fue la aprobación de la Ley para el Diálogo, la Conciliación y la Paz Digna en Chiapas  que, por un lado, dio paso a las Mesas de San Miguel, escenario de la firma entre el Gobierno federal y el EZLN del “Protocolo de Bases para el Diálogo y Negociación del Acuerdo de Concordia y Pacificación con Justicia y Dignidad”, punto de partida del diálogo en San Andrés (Larráinzar, para el gobierno; Sakamch’en, para los rebeldes); y, por otro lado, a la organización de lo que el EZLN llamó la Consulta Nacional e Internacional por la Paz y la Democracia.

### Primera consulta popular del EZLN
| Consulta por la Paz y la Democracia (1995). |
| --- |
| 1. ¿Estás de acuerdo en que las principales demandas del pueblo de México son: tierra, vivienda, trabajo, alimentación, salud, educación, cultura, información, paz, seguridad, combate a la corrupción y defensa del medio ambiente? 2. ¿Deben las distintas fuerzas democratizadoras unirse en un amplio frente ciudadano, social y político de oposición y luchar por estas 12 demandas principales? 3. ¿Los mexicanos debemos hacer una reforma política profunda que garantice la democracia? 4. ¿Debe el EZLN convertirse en una fuerza política, independiente y nueva, sin unirse a otras organizaciones políticas? 5. ¿Debe el EZLN unirse a otras organizaciones y, juntos, formar una nueva organización política? 6. ¿Debe garantizarse la presencia y participación equitativa de las mujeres en todos los puestos de representación y responsabilidad en los organismos civiles en el gobierno? |

La Consulta por la Paz y la Democracia vendría a ser el primero de muchos plebiscitos que el EZLN haría a la sociedad civil. Ya en abril de 1994, la Coordinadora Nacional de Acción Cívica-Liberación Nacional, conocida por sus siglas como CONAC-LN, y cuyo buffet jurídico sería designado por el Comité Clandestino Revolucionario Indígena-Comandancia General del EZLN como sus abogados por un corto tiempo, había realizado una consulta respecto a los 11 puntos que el mismo EZLN enarbolaba en su Primera Declaración; pero, la consulta de 1995, sería la primera convocada directamente por el Ejército Zapatista.
Las preguntas de esta consulta eran inicialmente cinco; pero, por presión de algunos sectores feministas que exigieron un reconocimiento de la participación equitativa de las mujeres en la vida política y social del país, se incluyó una sexta pregunta: Si se estaba o no de acuerdo en que se debía garantizar la presencia y participación equitativa de las mujeres en todos los puestos de representación y responsabilidad en los organismos civiles en el gobierno.
El total de participantes fue de un millón 300 mil, en la Consulta Nacional (que incluyó un ejercicio de Consulta Juvenil para menores de 15 años), y de casi 60 mil en la Internacional, provenientes de 28 países distintos. Las respuestas más claramente definidas fueron las relacionadas con las preguntas 1, 2, 3 y 6; pero en las 4 y 5, donde se preguntaba por la definición que tomaría el EZLN respecto a su futuro político, la votación quedó muy cerrada, determinando que el Ejército Zapatista de Liberación Nacional debía convertirse en una fuerza política, independiente y nueva, sin unirse a otras organizaciones para juntas formar una nueva organización política.

### Los Acuerdos de San Andrés
Entre 1995 y 1996, en San Andrés Larráinzar el Gobierno y EZLN construirían las propuestas que luego tendrían que verse convertidas en acuerdos para firmar la paz.
El año de 1996 llegaría con la respuesta política del EZLN acerca de los resultados de la Consulta Nacional e Internacional por la Paz y la Democracia y con la firma de los acuerdos de la primera de las seis mesas. Estos compromisos serían conocidos como los Acuerdos de San Andrés.

## Cuarta Declaración de la Selva Lacandona (1996)
Véase también: Texto íntegro de la Cuarta Declaración de la Selva Lacandona
Mientras se desarrollaban los diálogos de San Andrés, el EZLN retomó el llamado que había hecho a la sociedad civil en su Tercera Declaración de conformar un frente amplio de oposición. Para ello, y como respuesta a la opinión vertida en torno a la Consulta de 1995, convocó a la construcción de nuevos Aguascalientes como lugares de encuentro entre la sociedad civil y el zapatismo, a la celebración de un Encuentro Intercontinental por la Humanidad y contra el Neoliberalismo, a la realización de un Foro Nacional Indígena (del que nacería lo que luego se conocería como Congreso Nacional Indígena) y a la creación de una nueva fuerza política nacional, con base en el EZLN, cuyos integrantes no desempeñarían cargos de elección popular o puestos gubernamentales, porque "no aspiraría a la toma del poder": el Frente Zapatista de Liberación Nacional (FZLN).
Su programa de lucha, descrito en la Cuarta Declaración de la Selva Lacandona, estaría trazado en torno a 13 puntos, "contra el sistema de partido de Estado, en aras de un nuevo constituyente y una nueva Constitución Política y a favor de la justicia, la libertad y la democracia en todo y no sólo en lo electoral"; es decir, una democracia donde quien mande, “mande obedeciendo”.
La fundación del FZLN traería consigo la tercera incursión pacífica fuera de territorio chiapaneco de insurgentes zapatistas: la primera había sido en octubre de 1996, cuando la Comandanta Ramona asistiera en representación del EZLN a la primera reunión plenaria del Congreso Nacional Indígena y dirigiera desde el zócalo capitalino un mensaje a la nación con motivo del Día Continental de Lucha-Grito de los Excluidos; la segunda fue en agosto de ese mismo 1997 en que se fundaba el FZLN, cuando Dalia y Felipe, integrantes de las bases de apoyo del EZLN, acudieron al II Encuentro Intercontinental por la Humanidad y contra el Neoliberalismo, llevado a cabo en distintas ciudades españolas. Esta vez, un hombre y una mujer por cada municipio zapatista, 1.111 en total, acompañarían la celebración que se llevaría a cabo en el Salón Los Ángeles, de la colonia Guerrero, en la Ciudad de México; a unas cuadras de la histórica Plaza de las Tres Culturas, en Tlatelolco.

## Quinta Declaración de la Selva Lacandona (1998)
Véase también: Texto íntegro de la Quinta Declaración de la Selva Lacandona
El 12 de marzo de 1999, 5 mil hombres y mujeres, insurgentes del EZLN, saldrían de los cinco Aguascalientes zapatistas con rumbo a los más de 2 mil municipios del territorio nacional para promover la Consulta Nacional por el Reconocimiento de los Derechos de los Pueblos Indios y por el Fin de la Guerra de Exterminio, que el Ejército Zapatista de Liberación Nacional convocó en su Quinta Declaración de la Selva Lacandona desde julio de 1998, en el marco de lo que ellos consideraron como el incumplimiento gubernamental de los llamados Acuerdos de San Andrés y la escalada guerrerista emprendida por el Ejército federal, las policías locales del estado de Chiapas y los grupos paramilitares.
Esta vez, las preguntas versarían sobre si se debían o no reconocer los derechos de los pueblos indígenas, si se debían o no cumplir los Acuerdos de San Andrés, si se debía o no retirar el Ejército federal a sus cuarteles y si se debía o no “mandar obedeciendo”. Para ello se llegarían instalar unas 20 mil casillas en torno a las cuales participarían alrededor de casi 28 mil personas de la sociedad civil en la promoción y organización, así como en la certificación de los resultados, que el 21 de marzo, día de las votaciones, recogieron el parecer de 2 millones 854 mil 737 personas en México; 58 mil 378, en el extranjero.
Más de dos mil brigadas serían registradas a lo largo y ancho del país, y 265 en otros 29 países, en un despliegue sin precedentes de organización, movilización, seguridad e ingenio de la llamada sociedad civil mexicana, al margen de los partidos políticos; los cuales se preparaban para la elección de sus candidatos presidenciales.
Para el EZLN, la Consulta de 1999 significará también un acercamiento y el contacto directo entre el EZLN y otros sectores (empresarios, ganaderos, barzonistas, priistas, sacerdotes, religiosos, indígenas y no indígenas, obreros, campesinos, hasta una buena participación de miembros del ejército), que por una u otra razón se habían mantenido al margen del conflicto; implicará así mismo una vez más la ruptura del cerco mediático gubernamental en torno de la lucha, la palabra y el pensamiento zapatistas, y en su opinión, se convertiría, después de los mismos diálogos de San Andrés, en la muestra más determinante de que la democracia es un ejercicio y no solo un discurso en toda la praxis zapatista.
Desde un punto de vista de rendimiento mediático, las organizaciones pudieron presionar a los medios de difusión para dar una cobertura más o menos objetiva de los trabajos de los delegados zapatistas; se hizo una mejor difusión respecto a los contenidos de los Acuerdos de San Andrés que incluyó hasta el montaje de pequeñas puestas en escena, y se construyó un amplio escenario de participación social, cultural y política de sectores generalmente dejados de lado, como mujeres y menores de 18 años.

## Sexta Declaración de la Selva Lacandona (2005)
Véase también: Texto íntegro de la Sexta Declaración de la Selva Lacandona
En la Sexta Declaración de la Selva Lacandona, el EZLN sostendría que el capitalismo “todo lo convierte en mercancías, hace mercancías a las personas, a la naturaleza, a la cultura, a la historia, a la conciencia”, y que el neoliberalismo “es la idea de que el capitalismo está libre para dominar todo el mundo. Es como la teoría, el plan de la globalización capitalista”. Agregaría que en México, el neoliberalismo “no ha mejorado la economía, al contrario, el campo está muy necesitado y en las ciudades no hay trabajo […] también cambió a la clase política, o sea a los políticos, porque los hizo como que son empleados de una tienda, que tienen que hacer todo lo posible por vender todo y bien barato […] hasta que no quede nada de México y nuestro país sólo sea como un terreno baldío o un lugar para su diversión de los ricos de todo el mundo, y los mexicanos y mexicanas estemos como sus sirvientes, pendientes de qué se les ofrece, mal viviendo, sin raíces, sin cultura, sin Patria”.
Por ello, no sin aclarar que lo que quieren decir no es que la política no sirva, sino que “esa política”, la dictada por el neoliberalismo, no sirve, los zapatistas refrendarán públicamente su compromiso de luchar pacíficamente y de “no hacer ningún tipo de relación secreta con organizaciones político-militares nacionales o de otros países”; “defender, apoyar y obedecer a las comunidades indígenas zapatistas que lo forman y son su mando supremo, sin interferir en sus procesos democráticos internos y en la medida de sus posibilidades, contribuir al fortalecimiento de su autonomía, buen gobierno y mejora de sus condiciones de vida”.
Así también, dijeron que en el plano internacional harían “más relaciones de respeto y apoyos mutuos con personas y organizaciones que resisten y luchan contra el neoliberalismo y la humanidad”; que, en la medida de sus posibilidades, mandarían apoyos materiales como alimentos o artesanías “para los hermanos y hermanas que luchan en todo el mundo”: maíz y gasolina o petróleo para los pueblos cubano, boliviano y ecuatoriano, y bordados y café orgánico a Europa; que organizarían otros encuentros intercontinentales.
En el ámbito nacional, escucharían y hablarían “directamente, sin intermediarios ni mediaciones, con la gente sencilla y humilde del pueblo mexicano y, según lo que vamos escuchando y aprendiendo, vamos a ir construyendo, junto con esa gente que es como nosotros, humilde y sencilla, un programa nacional de lucha”; construir o reconstruir “otra forma de hacer política, una que otra vuelta tenga el espíritu de servir a los demás, sin intereses materiales, con sacrificio, con dedicación, con honestidad, que cumpla la palabra, que la única paga sea la satisfacción del deber cumplido”, y “levantar una lucha para demandar una nueva Constitución o sea nuevas leyes que tomen en cuenta las demandas del pueblo mexicano como son: techo, tierra, trabajo, alimento, salud, educación, información, cultura, independencia, democracia, justicia, libertad y paz. Una nueva Constitución que reconozca los derechos y libertades del pueblo, y defienda al débil frente al poderoso”. De igual forma, avisan que establecerán “una política de alianzas con “organizaciones políticas y sociales de izquierda que no tengan registro, y a las personas que se reivindiquen de izquierda que no pertenezcan a los partidos políticos con registro”, para organizar una campaña nacional distinta a la electoral.